# Смертельная гонка! (Бэтмен: Отважный и смелый)
«Смертельная гонка!» (англ. Death Race to Oblivion!) — первый эпизод второго сезона американского мультсериала «Бэтмен: Отважный и смелый».

## Сюжет
Монгул устраивает смертельную гонку в пустыне, телепортируя туда героев и злодеев Земли. Правила: 1) Если победит  Степпенвулф, то Монгул уничтожит Землю. Если победит кто-то другой, то станет властелином Земли. 2) Гонщик, сошедший с трассы, телепортируется на Военную Луну Монгула и может смотреть за гонкой из накопителя, ожидая казни. 3) Никаких правил нет. За отказ в участии Монгул угрожает уничтожить город того, кто это сделает. Он говорит участникам готовится к заезду. Перед гонкой Бэтмен ругается с Зелёной Стрелой.
Когда начинается заезд, Джокер комментирует всё происходящее. Степпенвулф сталкивает с трассы Пластикмена и его помощника. Женщина-кошка пытается устранить Охотницу, но сама сходит с гонки. Когда она падает в обрыв, Бэтмен безразлично проезжает мимо. Затем его таранят злодеи. Последний толчок даёт Джокер, и Тёмный рыцарь падает с обрыва, но цепляется тросами за машины Чёрной Манты и Джентльмена Духа и, трансформировав бэтмобиль в летательный аппарат, тащит их за собой. Однако Манта рубит трос, и падает лишь Джентльмен Дух. Тогда Джокер сдувает Манту с обрыва воздухом из шарика. Монгул предупреждает Бэтмена, что это наземная гонка, и ему приходится снова вернуть исходное состояние бэтмобиля. Степпенвулф воюет с Гаем. Он применяет пушку со звуковыми волнами, но член Корпуса Зелёных Фонарей надевает наушники с помощью своего кольца. Джокер бросает на его машину коробку с клоуном, который внезапно вылезает из неё, и Гай пугается и теряет концентрацию, вследствие чего его автомобиль исчезает. Он чуть не попадает под колёса Джокера, а затем его чуть не сбивает Бэтмен. Это становится последней каплей для Зелёной Стрелы, а Монгул восхищается беспощадностью Тёмного рыцаря.
В накопителе Гаю объяснят, что их оружие изымается. Зелёная Стрела предъявляет Бэтмену претензии, но тот подрезает его и уезжает, а Стрела врезается в гору и чудом выживает. Монгул телепортирует его на базу. Там Олли придумывает план побега. Джокер портит колёса мотоцикла Охотницы кислотой, и она утаскивает его за собой. Джокер спасается от падения с обрыва и перемещается на Военную Луну, а Охотница погибает при взрыве. Монгул злорадствует. Тем временем Зелёная Стрела использует какое-то устройство, чтобы пробить дыру в энергетической клетке накопителя. Пластикмен превращается в лук, а Гай становится живой стрелой. Олли выстреливает последнего наружу, и он освобождает всех героев. Кто-то выезжает из огня на мотоцикле Бэтмена, и Степпенвулф думает, что это Тёмный рыцарь. В тот момент герои намереваются уничтожить источник энергии Военной Луны, чтобы взорвать её. Бэтмен же таранит Степпенвулфа сзади на своей машине. Мотоцикл и Бэтмен финишируют первыми. Оказалось, что Охотница выжила, и на байке была она. Монгул поздравляет их с победой, но говорит, что такой мир с героями ему ни к чему и все ровно уничтожит планету. Бэтмен возмущается, но Монгул даёт ему совет не доверять тому, у кого есть Военная Луна. Бэтмен ехидно отвечает, что и не доверяет, и Монгул смотрит на небо и видит, как взрывается его база. Оттуда прилетают герои со злодеями. Монгул в ярости нападает, а Бэтмен трансформирует бэтмобиль в робота и справляется с негодяем. Зелёная Стрела рассказывает Пластикмену, что, когда он ругался с Бэтменом в начале, они обсуждали план. Джокер заточён со злодеями в куполе Зелёного Фонаря и предлагает товарищам поесть пиццу.

## Роли озвучивали
- Дидрих Бадер — Бэтмен
- Гари Энтони Уильямс — Монгул
- Джеймс Арнольд Тэйлор — Зелёная Стрела / Гай Гарднер
- Кевин Майкл Ричардсон — Степпенвулф / Чёрная Манта
- Тара Стронг — Охотница
- Беннетт, Джефф — Джокер

## Отзывы
Дэн Филлипс из IGN поставил эпизоду оценку 8 из 10 и написал, что «второй сезон начинается с серии, которая обещает такое же безумное веселье, которое сделало первый год мультсериала таким восхитительным». Рецензент подметил, что «у каждого персонажа есть превосходное транспортное средство, соответствующее их индивидуальности». Критик написал, что «по большей части, этот эпизод оправдал его ожидания, за некоторыми неутешительными исключениями», которые описал в рецензии.